# La Unión, Morelos
La Unión är en ort i Mexiko.   Den ligger i kommunen Cuernavaca och delstaten Morelos, i den sydöstra delen av landet, 60 km söder om huvudstaden Mexico City. La Unión ligger 1 466 meter över havet och antalet invånare är 833.
Terrängen runt La Unión är kuperad västerut, men österut är den platt. Runt La Unión är det mycket tätbefolkat, med 3 134 invånare per kvadratkilometer. Närmaste större samhälle är Cuernavaca, 3,9 km nordost om La Unión. Omgivningarna runt La Unión är en mosaik av jordbruksmark och naturlig växtlighet.